# Élections locales écossaises de 2012 à Argyll and Bute
Pour un article plus général, voir Élections locales écossaises de 2012.

Les élections locales écossaises de 2012 à Argyll and Bute se sont tenues le 3 mai 2012.

## Composition du conseil
Majorité absolue : 19 sièges
| Parti               | Sièges  |
| ------------------- | ------- |
| Indépendant         | 15 / 36 |
| SNP                 | 13 / 36 |
| Conservateur        | 4 / 36  |
| Libéraux-démocrates | 4 / 36  |